# تانگ چیان‌تینگ
تانگ چیان‌تینگ (انگلیسی: Tang Qianting؛ زادهٔ ۱۴ مارس ۲۰۰۴) ورزشکار ورزش شنا اهل چین است.
وی در مسابقات کشوری و بین‌المللی در مجموع برندهٔ ۳ مدال طلا، ۳ مدال نقره، ۲ مدال برنز شده است.